# Pillars of Eternity
Pillars of Eternity è un videogioco di ruolo del 2015, sviluppato da Obsidian Entertainment e pubblicato da Paradox Interactive per Microsoft Windows, OS X e Linux. Il gioco è stato successivamente distribuito per le console PlayStation 4 e Xbox One, con la conversione per Nintendo Switch pubblicata da Versus Evil.
Parzialmente finanziato da una campagna crowdfunding effettuata su Kickstarter, la versione per personal computer è stata commercializzata a partire dal 26 marzo 2015. Tra coloro che hanno partecipato al progetto figurano Adam Brennecke, Josh Sawyer, Chris Avellone e Tim Cain. La raccolta fondi per la realizzazione del gioco ha raggiunto una somma di 3986794 $, circa quattro volte l'obiettivo della campagna.
Il videogioco ha avuto un sequel, Pillars of Eternity II: Deadfire, uscito l'8 maggio 2018.

## Modalità di gioco
Pillars of Eternity ha un gameplay simile ai videogiochi strategici in tempo reale, con la possibilità di mettere in pausa, con una visuale isometrica bidimensionale. Il gioco è ispirato ai titoli Icewind Dale, Baldur's Gate e Planescape: Torment, ambientati nell'universo di Dungeons & Dragons.
Pillars of Eternity è ambientato nel mondo fantasy di Eora. La squadra del giocatore può includere al massimo sei personaggi. Il protagonista è personalizzabile attraverso la scelta del genere, della razza, della classe e della cultura.

## Sviluppo
Il 10 settembre 2012 Obsidian ha pubblicato sul suo sito un conto alla rovescia per un nuovo gioco (inizialmente denominato Project X e successivamente indicato come Project Eternity). Il 14 settembre è partita la raccolta fondi su Kickstarter. In 24 ore il progetto ha raccolto 1,1 milioni di dollari. Il 26 settembre il progetto ha superato i due milioni di dollari. Nell'ultimo giorno di raccolta fondi il gioco ha superato il precedente record realizzato da Double Fine Adventure.
I piani iniziali prevedevano la pubblicazione di Pillars of Eternity per novembre 2014. Una demo del gioco è stata mostrata a porte chiuse all'E3 2014. L'accoglienza è stata positiva. Il 18 agosto è stata distribuita una beta riservata ai donatori. Il gioco è stato pubblicato il 26 marzo 2015.
Il videogioco ha ricevuto una espansione dal titolo Pillars of Eternity: The White March e un seguito, Pillars of Eternity II: Deadfire, quest'ultimo in parte finanziato sulla piattaforma di crowdfunding Fig.

## Accoglienza
Nel primo anno di lancio sono state commercializzate oltre 700 000 copie del gioco, oltre quelle vendute tramite Kickstarter.
Andy Kelly di PC Gamer ha definito Pillars of Eternity "il più accattivante e gratificante RPG che abbia giocato su un PC da anni".